# Akronim
Akronim (grčki: akros – „krajnji”, „gornji”; ónoma – „ime”) je reč koja se koristi da bi se označilo da su neka slova, koja se pišu zajedno, samo početna, prva slova nekih drugih reči koja, iako sama za sebe ne znače ništa, tako zajedno napisana označavaju neki pojam.
Primer: Tanjug (Telegrafska agencija nove Jugoslavije), RS (Republika Srbija), SAD (Sjedinjene Američke Države) i slično.

## Zanimljivosti
Najduži akronim, prema rečniku akronima (Acronyms, Initialisms and Abbreviations Dictionary) iz 1965. je ADCOMSUBORDCOMPHIBSPAC. Akronim je koristila američka mornarica kao skraćenicu za Administrative Command, Amphibious Forces, Pacific Fleet Subordinate Command.